# Борне, Жан-Батист-Эдуард
Жан-Бати́ст-Эдуа́рд Борне́ (фр. Jean-Baptiste-Edouard Bornet; 1828—1911) — французский ботаник-альголог.

## Биография
В 1846 году поступил в Парижскую медицинскую школу. В 1852 году Тюре предложил Борне сопровождать его в Шербур для собирания и изучения морских водорослей. Позже Тюре и Борне переселились в Антиб близ Ниццы. Сотрудничество Борне и Тюре продолжалось до смерти последнего в течение 23 лет. В 1886 году Борне был избран членом Французской академии наук, в 1902 году — членом-корреспондентом Императорской академии наук в Санкт-Петербурге. Имя Борне связано с открытием оплодотворения у Florideae. Борне показал отношение между гонидиями и гифами лишайников и тем подтвердил симбиотическую теорию лишаёв, только что перед тем высказанную Швенденером. Весьма важны также работы Борне совместно с Флао (Flahault) над циановыми водорослями.

## Труды
Главнейшие труды:
- Bornet et Thuret, «Recherches sur la fécondation des Floridées» («Annal. d. sc. nat.», 5 серия, т. VII, 1867);
- Bornet, «Recherches sur les gonidies des Lichens» (ib., т. XVII, 1873 и т. XIX, 1875);
- Bornet et Thuret, «Notes algologiques» (1876—80);
- Bornet et Th., «Études phycologiques» (1878);
- Bornet et Flahault, «Revision des Nostocacées hétérocystées» («Ann. sc. nat.», 7 серия, 1886—88) и многие другие.